# 광고 차단
광고 차단 또는 광고 필터링은 웹 페이지의 광고 콘텐츠를 제거하거나 대체하는 것이다. 광고는 이미지, 애니메이션, 텍스트 또는 팝업창 등 다양한 형태가 있다. 더욱 향상된 필터기는 차단 목록, 허용 목록, 정규 표현식 필터와 같은 기능을 통해 광고를 섬세하게 통제할 수 있게 해준다. 어떤 보안 기능은 몇몇 광고를 실행하지 않게 함으로써 이루어진다.
즉각적인 이익은 더욱 빠르게 웹 페이지를 불러오거나 광고에서 벗어난 쾌적한 화면, 자원 낭비(대역폭, CPU, 메모리 등)를 줄일 수 있다. 장기적인 관점에서 광고에 의해 무절제한 온라인 광고 방식을 변화시키고, 광고에 의해 유지되는 웹 사이트의 수익을 줄일 수도 있다.

## 브라우저 내장
거의 모든 웹 브라우저는 팝업 차단 기능을 가지고 있다. 파이어폭스, 익스플로러, 크롬, 오페라 등은 불러오는 이미지와 자바스크립트 파일와 같은 외부 파일을 차단하는 콘텐츠 필터링을 포함한다. 콘텐츠 필터링은 모질라 파이어폭스에 추가될 수 있고, Adblock Plus를 장착한 브라우저와 관련되어 있다. 그리고 많은 소스는 주기적으로 업데이트되는 필터 목록을 제공한다. 익스플로러의 경우 사용자에게 일시적으로 차단된 콘텐츠를 허용하는 기능을 가진 IE7pro, Adblock Pro, IE Toy, Quero와 같은 이용 가능한 부가 기능이 있다. 크롬은 2.0 버전부터 Adsweep, FlashBlock과 같은 이용 가능한 확장 기능이 있다. 광고 필터링을 위한 또 다른 방법은 특정 HTML과 XHTML 요소를 숨기기 위해 CSS 규칙을 사용하기도 한다.
브레이브는 웹사이트 트레커와 유튜브 광고를 포함한 광고를 차단한다. 이로인해 유튜브 프리미엄이 없어도 광고 없이 유튜브를 볼 수 있다. 추가적으로 설정에서 광고 필터를 더 적용시킬 수도 있다.

## 외부 프로그램
많은 외부 애플리케이션은 주 기능 또는 추가적인 기능으로서 광고 필터링을 제공한다. 전통적인 방법은 콘텐츠를 걸러내기 위해 HTTP 프록시(웹 프록시)를 사용자 지정할 수 있다. 이러한 프로그램은 사용자의 브라우저에 콘텐츠가 표시되기 전에 콘텐츠를 필터링하거나 캐싱함으로써 작동한다. 이는 광고만을 제거할 뿐만 아니라 불쾌하고, 부적절하고, 단순히 쓸모없는 콘텐츠까지도 제거할 기회를 제공한다. 가장 인기있는 소프트웨어는 Ad Muncher, Privoxy, Squid, Proximodo, Adextinguisher, Death 2 Ads, Guidescope, Proxomitron 등이 있다. 그 방법의 주요한 이점은 브라우저나 작동 기술과 중심적인 통제의 제약에서 자유롭다.

## 호스트 파일
이 방법은 대부분의 운영 체제가 IP 주소와 도메인 이름이 짝지어진 파일을 저장하고 있고, 도메인 이름을 찾기 위한 DNS 서버를 사용하기 이전에 대부분의 브라우저에 의해 설계되었다. 유명한 광고 서버에 로컬 IP 주소인 127.0.0.1을 할당함으로써 사용자는 직접적인 트래픽을 광고 서버가 아닌 로컬 컴퓨터로 향하게 한다. 적절한 로컬 웹서버를 사용함으로써 광고 콘텐츠가 사용자가 어떤 것으로 교체될 수 있다. 예를 들어 웹서버는 원래 표시되던 웹 페이지를 대신해 빈 HTML 페이지를 보냄으로써 광고가 완전히 나타나지 않게 한다.

## DNS 필터링
광고는 광고를 제공하는 것으로 알려진 도메인 또는 호스트 이름의 접근을 차단하게 설정함으로써 DNS 서버를 사용함으로써 차단될 수 있다. 예를 들어 AdBarricade, DNS Redirector, DNSKong가 있다.

## 같이 보기
- 애드웨어
- 프록시 서버
- 도메인 이름 서비스 기반 블랙홀 목록
- Hosts
- 프라이버시